# Maja Hjelmberg
Maja Britasdotter Hjelmberg, född Maja Britasdotter Östberg den 6 april 1978 i Älvsbacka, är en svensk filmproducent, programledare, reporter och skådespelare.

## Biografi
Maja Britasdotter Hjelmberg växte upp i Älvsbacka utanför Karlstad. Hon inledde sin mediekarriär som programledare på Sveriges Radio P3, där hon först arbetade med programmet Ketchup. Senare har hon arbetat inom både radio och TV, och haft roller som reporter, producent och programledare. Hjelmberg har även varit verksam som programledare på TV4 i programmet Funkar.
Som TV-producent har Hjelmberg arbetat internationellt, bland annat i Malaysia med den indiska versionen av I’m a Celebrity, Get Me Out of Here samt i USA med produktioner i Hollywood, däribland I form med Anna Anka och ett senare projekt för TV3. Vid sidan av sin utlandskarriär har hon även arbetat med svenska produktionsbolag som Acne.
Hjelmberg är verksam som frilansande producent och delar sin tid mellan utlandet och Sverige.

## Filmografi

### Producent
- 2009 – Gunnel
- 2010 – Ovälkommen
- 2012 – Shoo bre (line producer)
- 2013 – Fågel Fenix
- 2014 – Kim